# Жорстокість (фільм, 1959)
«Жорстокість» — радянська кримінальна кінодрама 1959 року режисера Володимира Скуйбіна за мотивами однойменного твору Павла Ніліна.

## Сюжет
Дія фільму відбувається на початку 1920-х років в глухому сибірському містечку Дударі. У його околицях лютує банда Кості Воронцова, «імператора всієї тайги». Ліквідувати банду повинен недавно створений Дударівський карний розшук, який вирішили зміцнити юними комсомольцями. В одній із сутичок з бандитами був важко поранений заступник начальника кримінального розшуку Веніамін Малишев, комсомолець Громадянської війни. Зате був схоплений підручний Воронцова Лазар Баукін, колишній мисливець і солдат. Переконавшись під час допиту, що бандит не має наміру допомагати міліціонерам, начальник карного розшуку запропонував за законами революційного часу розстріляти ворога. Несподівано втрутився поранений Малишев, який вирішив, що Баукін — заблукалий, якого можна перевиховати. У картині, як і в книзі, показана суперечка між довірою до людей і байдужою жорстокістю. Перед глядачем розгортається складна драма характерів, що закінчилася самогубством Веньки Малишева, який вважає, що неможливо жити, коли існує брехня. Молодий міліціонер не виніс контрасту між революційними ідеалами і діяльністю кар'єристів і демагогів.

## У ролях
- Георгій Юматов —  Вєнька Малишев, заступник начальника карного розшуку
- Борис Андрєєв —  Лазар Євтіфійович Баукін
- Микола Крючков —  Єфрем Єфремович, начальник карного розшуку
- Олександр Суснін —  Санька, автор
- Володимир Андрєєв —  Яків Узєлков, кореспондент
- Маргарита Жигунова —  Юлька Мальцева, медсестра
- Клавдія Хабарова —  Кланька Звягіна, коханка Воронцова
- Аполлон Ячницький —  Костянтин Іванович Воронцов, ватажок банди, «імператор всієї тайги»
- Микола Погодін —  співробітник кримінального розшуку
- В'ячеслав Богачов —  співробітник кримінального розшуку
- Олексій Коротюк —  співробітник кримінального розшуку
- Йосип Колін —  доктор Гінзбург
- Михайло Трояновський —  Роман Федорович, фельдшер
- Костянтин Немоляєв —  господар ресторану
- Анатолій Кубацький —  візник
- Борис Шухмін —  мужик в селі
- Микола Парфьонов —  Воробйов, старший міліціонер
- Павло Винник —  Мікулов, механік
- Микола Сморчков —  Царицин, комсомолець
- Ігор Пушкарьов —  Єгоров

## Знімальна група
- Автор сценарію — Павло Нілін
- Режисер —  Володимир Скуйбін
- Оператор —  Тимофій Лебешев
- Композитор —  Михайло Меєрович
- Художник —  Іван Пластинкін
- Виконання пісні — Володимир Трошин